# Canal de distribució
Canal de distribució és el circuit a través del qual els fabricants (o productors) posen a la disposició dels consumidors (o usuaris finals) els productes perquè els adquireixen.
La separació geogràfica entre compradors i venedors i la impossibilitat de situar la fàbrica enfront del consumidor fan necessària la distribució (transport i comercialització) de béns i serveis des del seu lloc de producció fins al seu lloc d'utilització o consum.
El punt de partida del canal de distribució és el productor. El punt final o de destinació és el consumidor. El conjunt de persones o organitzacions que estan entre productor i usuari final són els intermediaris. En aquest sentit, un canal de distribució està constituït per una sèrie d'empreses i/o persones que faciliten la circulació del producte elaborat fins a arribar a les mans del comprador o usuari i que es denominen genèricament intermediaris.
Els intermediaris són els que realitzen les funcions de distribució, són empreses de distribució situades entre el productor i l'usuari final; en la majoria dels casos són organitzacions independents del fabricant.

## Funcions dels intermediaris
La paraula intermediari ha tingut tradicionalment connotacions negatives, ja que es quedaven amb part del benefici de la venda. No obstant això, les empreses de distribució acosten el producte al consumidor i realitzen una sèrie d'activitats que redunden en benefici del client.
Aquesta activitat comercial no es realitza de franc, és una activitat lucrativa. Algunes de les funcions que desenvolupen els intermediaris són:
- Faciliten i simplifiquen els intercanvis comercials de compravenda; és impensable que tots els consumidors pogueren posar-se en contacte amb tots els fabricants.
- Compren grans quantitats d'un producte que després venen en menuts lots o unitats individuals. A més, en el cas de productes agrícoles, compren a menuts agricultors, agrupen la producció, la classifiquen, envasen, etiqueten... i acumulen quantitats suficients per a atendre la demanda dels mercats de destinació.

## Classes d'intermediaris
Els més importants són:
- Majorista. El comerç a l'engròs és un intermediari que es caracteritza per vendre als detallistes, a altres majoristes o fabricadors, però mai al consumidor o usuari final. Els majoristes poden comprar a un productor o fabricador i també a altres majoristes. En anglès és conegut com a canal "tier-2", ja que els béns o serveis donen "dos salts", de majorista a retail o venda al detall, i d'ací a l'usuari o consumidor final del producte o servei.
- Minorista o detallista. Els detallistes o minoristes són els quals venen productes al consumidor final. Són l'última baula del canal de distribució, el qual està en contacte amb el mercat. Són importants perquè poden alterar, frenant o potenciant, les accions de màrqueting i marxandatge dels fabricants i majoristes. Són capaços d'influir en les vendes i resultats finals dels articles que comercialitzen. També són coneguts com a "retailers" o tendes; poden ser independents o estar associades en centres comercials, galeries d'alimentació, mercats...

## Tipus de canals de distribució
Es pot parlar de dos tipus de canals:
- Canal directe. El productor o fabricador ven el producte o servei directament al consumidor sense intermediaris. És el cas de la majoria dels serveis; també és freqüent en les vendes industrials perquè la demanda està bastant concentrada (hi ha pocs compradors), però no és tan corrent en productes de consum. Per exemple, un perruquer presta el servei i ho ven sense intermediaris; el mateix ocorre amb bancs i caixes d'estalvi. Exemples de productes de consum poden ser els productes Avon, el Círculo de Lectores (empresa dedicada ja només a la venta online), Dart Ibèrica (Tupperware) que es venen a domicili. També és un canal directe la venda a través de màquines expenedores, també anomenat vending. En alimentació es podria parlar de la venda directa i dels mercats locals.
- Canal indirecte. Un canal de distribució sol ser indirecte, perquè existeixen intermediaris entre el proveïdor i l'usuari o consumidor final. La grandària dels canals de distribució s'amida pel nombre d'intermediaris que formen el camí que recorre el producte. Dins dels canals indirectes es pot distingir entre canal curt i canal llarg.
  - Un canal curt només té dos graons, és a dir, un únic intemediari entre fabricant i usuari final. Aquest canal és habitual en la comercialització d'automòbils, electrodomèstics, roba de disseny... que els detallistes tenen l'exclusiva de venda per a una zona o es comprometen a un mínim de compres. Altre exemple típic seria la compra a través d'un hipermercat o hiper.
  - En un canal llarg intervenen molts intermediaris (majoristes, distribuïdors, almacenadors, revendedors, minoristes, agents comercials, etc.). Aquest canal és típic de quasi tots els productes de consum, especialment productes de conveniència o de compra freqüent, com els supermercats, les tendes tradicionals, els mercats o galeries d'alimentació...

En general, es considera que els canals de distribució curts condueixen a preus de venda al consumidor reduïts i, al revés, que canals de distribució llargs són sinònim de preus elevats. Açò no sempre és veritat; pot donar-se el cas que productes comprats directament al productor (exemple, vi o cava a un celler, en origen) tinguen un preu de venda major que en un establiment comercial.